# Estadio Bouaké
El Estadio Bouaké también llamado Stade de la Paix de Bouaké (en francés: Stade Bouaké; también stade municipal de Bouaké o stade de la Paix) es un estadio de usos múltiples en la ciudad de Bouaké, en el país africano de Costa de Marfil. Actualmente es usado en su mayoría para partidos de fútbol y posee una capacidad para 35 000 personas. Junto con el Estadio Félix Houphouët-Boigny (50 000 espectadores), fueron construidos para la Copa Africana de Naciones 1984. Las obras en este estadio fue el primer paso para la reconstrucción y remodelación de todos los estadios en Costa de Marfil
El estadio mide 119x73 (yardas), y fue construido en una forma oval. El club es la sede del ASC Bouaké y del Alliance Bouaké.

## Resultados en eventos de importancia

### Copa Africana de Naciones 2023
El estadio albergó nueve partidos de la Copa Africana de Naciones 2023.
| Fecha                | Equipo 1     | Resultado    | Equipo 2        | Ronda                 | Asistencia |
| -------------------- | ------------ | ------------ | --------------- | --------------------- | ---------- |
| 15 de enero de 2024  | Argelia      | 1–1          | Angola          | Primera fase, Grupo D | 19,740     |
| 16 de enero de 2024  | Burkina Faso | 1–0          | Mauritania      | Primera fase, Grupo D | 27,898     |
| 20 de enero de 2024  | Argelia      | 2–2          | Burkina Faso    | Primera fase, Grupo D | 33,501     |
| 20 de enero de 2024  | Mauritania   | 2–3          | Angola          | Primera fase, Grupo D | 36,318     |
| 23 de enero de 2024  | Gambia       | 2–3          | Camerún         | Primera fase, Grupo C | 24,172     |
| 23 de enero de 2024  | Mauritania   | 1–0          | Argelia         | Primera fase, Grupo D | 28,010     |
| 27 de enero de 2024  | Angola       | 3–0          | Namibia         | Octavos de final      | 28,663     |
| 3 de febrero de 2024 | Malí         | 1–2          | Costa de Marfil | Cuartos de final      | 39,836     |
| 7 de febrero de 2024 | Nigeria      | 1–1 (4–2 p.) | Sudáfrica       | Semifinal             | 31,227     |